# Olinalá
Olinalá är en ort i Mexiko.   Den ligger i kommunen Olinalá och delstaten Guerrero, i den sydöstra delen av landet, 190 km söder om huvudstaden Mexico City. Olinalá ligger 1 339 meter över havet och antalet invånare är 5 452.
Terrängen runt Olinalá är huvudsakligen kuperad. Olinalá ligger nere i en dal. Runt Olinalá är det ganska tätbefolkat, med 62 invånare per kvadratkilometer. Närmaste större samhälle är Huamuxtitlán, 18,7 km öster om Olinalá. I omgivningarna runt Olinalá växer huvudsakligen savannskog.